# Sibundoy
Sibundoy è un comune della Colombia facente parte del dipartimento di Putumayo.
L'abitato venne fondato da Juan de Ampudia e Pedro de Añasco nel 1535, mentre l'istituzione del comune è del 1982.